# Bobi Jones
Robert Maynard „Bobi“ Jones (* 20. Mai 1929 in Cardiff, Glamorganshire; † 22. November 2017) war ein walisischer Schriftsteller.

## Leben
Nach dem Besuch der Cathays High School in Cardiff studierte Jones Walisisch am University College in Cardiff. Nachdem er 1949 seinen Abschluss gemacht hatte, arbeitete er zunächst als Walisischlehrer. Später war er Dozent am Trinity College in Carmarthen und am University College of Wales in Aberystwyth. In Aberystwyth hatte er später den Lehrstuhl für Walisisch inne.
Bobi Jones veröffentlichte Gedichte, Romane, Essays und Kurzgeschichten, wobei er im Wesentlichen auf Walisisch schrieb. 

## Werke (Auswahl)
- Y Gân Gyntaf, Gedichte, 1957
- Nid yw Dŵr yn Plygu, Roman, 1958
- I’r Arch, Essay, 1959
- Rhwng Taf a Thaf, Gedichte, 1960
- Bod yn Wraig, Roman, 1960
- Tyred Allan, Gedichte, 1965
- Man Gwyn, Gedichte, 1965
- Y Dyn na Ddaeth Adref, Kurzgeschichten, 1966
- Yr Wyl Ifori, Gedichte, 1967
- Ci Wrth y Drws, Kurzgeschichten, 1968
- Daw’r Pasg i Bawb, Kurzgeschichten, 1969
- Highlights in Welsh Literatur, Essay, 1969
- Allor Wydn, Gedichte, 1971
- Traed Prydferth, Kurzgeschichten, 1973
- Tafod y Llenor, Essay, 1974
- Llenyddiaeth Cymru 1936–1972, Essay, 1975
- Gwlad Llun, Gedichte, 1976
- Llên Cymru a Chrefydd, 1977
- Pwy Laddodd Miss Wales, Kurzgeschichten, 1977
- Selected Poems, Gedichte, 1987